# 210. pehotni polk (Italija)
210. pehotni polk Bisagno je bil pehotni polk Kraljeve italijanske kopenske vojske.

## Zgodovina
Med prvo svetovno vojno je bil polk nastanjen na soški fronti in med drugo svetovno vojno v Vzhodni Afriki.